# Autophysiopsychic
Autophysiopsychic è un album di Yusef Lateef con Art Farmer, pubblicato dalla CTI Records nel marzo del 1978. Il disco fu registrato nell'ottobre 1977 all'Electric Lady Studios di New York (Stati Uniti).

## Tracce
Lato A
1. Robot Man – 6:37 (Yusef Lateef)
2. Look on Your Right Side – 5:08 (Yusef Lateef)
3. YL (Pronounced Eel) – 7:56 (David Matthews)

Lato B
1. Communication – 9:21 (Yusef Lateef)
2. Sister Mamie – 10:06 (Yusef Lateef)

## Musicisti
- Yusef Lateef - sassofono tenore, sassofono soprano, flauto, shanai, voce
- Art Farmer - flicorno
- Clifford Carter - pianoforte
- Eric Gale - chitarra
- Noel Pointer - violino (solo nel brano: Sister Mamie)
- Gary King - basso
- Alex Blake - basso (solo nel brano: Sister Mamie)
- Jim Madison - batteria
- Steve Gadd - batteria (solo nel brano: Sister Mamie)
- Sue Evans - percussioni
- Babi Floyd - accompagnamento vocale
- Frank Floyd - accompagnamento vocale
- Milt Grayson - accompagnamento vocale
- Norberto Jones - accompagnamento vocale
- David Matthews - arrangiamenti[3]